# Спаич, Любомир
Любомир Спаич (серб. кир. Љубомир "Љубиша" Спајић, 7 марта 1926, Белград — 28 марта 2004, Белград) — югославский футболист, игравший на позиции защитника. По завершении игровой карьеры — тренер.
Как игрок является одной из важнейших фигур в истории клуба «Црвена Звезда», в частности, и для югославского футбола в целом. Был с белградским клубом пятикратным чемпионом Югославии и двукратным победителем Югославского кубка. Также входил в состав команды, которая впервые в истории югославского футбола в сезоне 1959/60 выиграла «золотой дубль». Кроме этого в составе национальной сборной Югославии был участником чемпионата мира 1954 года и серебряным призером Олимпиады 1956 года.
Значительную часть своей тренерской карьеры Спаич провел в Турции, где тренировал национальную сборную и клуб «Бешикташ», который два раза подряд приводил к чемпионству. Кроме этого долгое время работал в Греции, тренируя местные клубы.

## Клубная карьера
Начинал футбольную карьеру во время Второй мировой войны. В 1946 году югославская футбольная лига возобновила работу и Спаич стал выступать за «Црвену Звезду». Однако ему не удалось стать основным игроком команды, после чего защитник покинул клуб и играл за «Будучност», а потом и за ОФК «Белград».
В 1952 году он вернулся в состав клуба «Црвена Звезда». В первом же сезоне после возвращения (сезон 1952/53), он стал чемпионом Югославии. После двух следующих сезонов без трофеев, он вновь выиграл со своим клубом чемпионство (сезон 1955/56) и повторил достижение в следующем году (сезон 1956/57). Таким образом «Црвена Звезда» стала первым югославским клубом, который смог защитить титул чемпиона. В Кубке европейских чемпионов сезона 1956/57 Спаич и его команда дошла до полуфинала, где проиграла «Фиорентине». В сезоне 1957/58 команда не смогла в третий раз подряд выиграть чемпионство, но получила впервые за семь лет Кубок Югославии, который стал первым в коллекции Спаича. В сезоне 1958/59 Любомир со своей командой выиграл и чемпионат, и Кубок, сделав «Црвену Звезду» первой югославской командой, которая получила национальный «золотой дубль». В том же году Спаича назначили капитаном команды. После того, как в сезоне 1959/60 его клуб снова защитил свой титул в чемпионате, Спаич летом 1960 года завершил карьеру футболиста.

## Выступления за сборную
7 сентября 1950 года дебютировал в официальных матчах в составе национальной сборной Югославии в товарищеском матче против сборной Финляндии.
В составе сборной был участником чемпионата мира 1954 года в Швейцарии, где югославы попали в сильную группу с бразильцами, мексиканцами и французами, однако смогли выйти в четверть финала, в котором проиграли будущим чемпионам — ФРГ. Сам Спаич при этом на поле ни разу не вышел.
Через два года Спаич участником футбольного турнира на Олимпийских играх 1956 года в Мельбурне, где вместе с командой завоевал «серебро».
В составе сборной был участником футбольного турнира на Олимпийских играх 1956 года в Мельбурне, где вместе с командой завоевал «серебро». Уже в первом матче, в четвертьфинале против США, команда Спаича выиграла 9:1 и достигла одной из величайших побед в истории. В итоге команда вышла в финал, где уступила сборной СССР (0:1). Спаич сыграл во всех матчах сборной на турнире, носил капитанскую повязку.
После Олимпийских игр играл в составе сборной еще один год, и последний матч провел 10 ноября 1957 года против Греции (4:1) в отборе на чемпионат мира 1958 года. Всего в течение карьеры в национальной команде, которая длилась 8 лет, провел в форме главной команды страны 15 матчей.

## Карьера тренера
После окончания своей игровой карьеры посещал спортивную школу и получил диплом тренера. После этого он начал тренерскую карьеру в 1961 году, став главным тренером греческого клуба «Арис» (Салоники).
Весной 1962 года возглавил турецкий «Бешикташ», а в октябре того же года параллельно стал главным тренером и национальной сборной Турции. Со сборной провел четыре матча (1 победа, 2 ничьих и 1 поражение), включая квалификационный матч на Евро-1964 против Италии, который завершился со счетом 0:6 и фактически лишил турок шанса пробиться на турнир, а также стал одной из крупнейших поражений в истории сборной. После этого с начала 1963 года Спаич снова сосредоточился на работе с «Бешикташем» и закончил сезон 1962/63 на втором месте. Тем не менее в конце сезона он был уволен руководством клуба.
После увольнения Спаич продолжил свою карьеру в Израиле, где тренировал клуб «Шимшон» (Тель-Авив), но в следующем году снова вернулся в «Бешикташ». После того, как с «Бешикташем» в сезоне 1964/65 занял второе место, в следующих двух сезонах 1965/66 и 1966/67 он выиграл с командой титул чемпиона Турции. Параллельно в течение этих двух сезонов он также выиграл Кубок Spor Toto (1966) и Суперкубок Турции (1967), оба титула были выиграны клубом впервые в своей истории. В своем последнем сезоне в турецком клубе он был связан с различными правонарушениями, вопрос его поведения неоднократно рассматривался дисциплинарным комитетом Турецкой футбольной ассоциации. После накопления инцидентов Спаич получил 17-месячный запрет на работу в чемпионате Турции.
Через один год «Бешикташ» решил вернуть Спаича. После коротких переговоров Любомир третий раз согласился возглавить «орлов». Однако турецкая футбольная ассоциация отказалась выдавать лицензию Спаичу ссылаясь на все еще действующий запрет. Таким образом Спаич вместо «Бешикташа» возглавил греческий «Олимпиакос». Однако в Греческом гранде дела пошли не так хорошо: в чемпионате клуб занял второе место, уступив на два очка «Панатинаикосу», а в финале Кубка Греции против того же «Панатинаикоса» клуб сыграл вничью 1:1, однако проиграл титул по жребию — капитан «Панатинаикоса» Мимис Домазас выбрал правильную сторону монетки и его команда получила кубок. После этого Спаич покинул клуб, но остался в Греции, где работал с перерывами и по несколько раз руководил клубами «Ираклис» и «Панахаики».
С 1977 года работал консультантом в родной «Црвене Звезде». Кроме того Спаич несколько раз вел переговоры о подписании тренерского контракта с «Бешикташем», но каждый раз дело до подписания не доходило. Только осенью 1980 года произошло возобновление сотрудничества и Спаича и турецкого клуба. Под его руководством «Бешикташ» проиграл первые две игры. В конце октября 1980 года Спаич покинул Турцию на том основании, что его зять столкнулся с критической операцией и ему нужно было его поддерживать. Через несколько дней после этого неожиданного ухода Спаич сказал, что не хочет возвращаться к работе, и объяснил свое решение тем, что он не видит перспектив, как в текущем составе, так и в структуре клуба. «Бешикташ» дал Спаичу время вернуться до 4 ноября 1980 года и, наконец, заменил его в начале ноября 1980 года.
Умер 28 марта 2004 года на 79-м году жизни в Белграде.

## Статистика
| Матчи и голы за сборную | Матчи и голы за сборную | Матчи и голы за сборную | Матчи и голы за сборную | Матчи и голы за сборную | Матчи и голы за сборную | Матчи и голы за сборную |
| #                       | Дата                    | Место                   | Соперник                | Счет                    | Турнир                  |                         |
| ----------------------- | ----------------------- | ----------------------- | ----------------------- | ----------------------- | ----------------------- | ----------------------- |
| 1.                      | 07.09.1950              | Хельсинки               | Финляндия               | 2:3                     | Товарищеский матч       |                         |
| 2.                      | 23.08.1951              | Осло                    | Норвегия                | 4:2                     | Товарищеский матч       |                         |
| 3.                      | 02.09.1951              | Белград                 | Швеция                  | 2:1                     | Товарищеский матч       |                         |
| 4.                      | 05.06.1953              | Стамбул                 | Турция                  | 2:2                     | Товарищеский матч       |                         |
| 5.                      | 18.10.1953              | Загреб                  | Франция                 | 3:1                     | Товарищеский матч       |                         |
| 6.                      | 09.05.1954              | Загреб                  | Бельгия                 | 0:2                     | Товарищеский матч       |                         |
| 7.                      | 09.05.1954              | Саарбрюккен             | Саар                    | 5:1                     | Товарищеский матч       |                         |
| 8.                      | 28.11.1956              | Мельбурн                | США                     | 9:1                     | ОИ-1956                 |                         |
| 9.                      | 04.12.1956              | Мельбурн                | Индия                   | 4:1                     | ОИ-1956                 |                         |
| 10.                     | 08.12.1956              | Мельбурн                | СССР                    | 0:1                     | ОИ-1956                 |                         |
| 11.                     | 23.12.1956              | Джакарта                | Индонезия               | 5:1                     | Товарищеский матч       |                         |
| 12.                     | 05.05.1957              | Афины                   | Греция                  | 0:0                     | Квалификация на ЧМ-1958 |                         |
| 13.                     | 12.05.1957              | Загреб                  | Италия                  | 6:1                     | КЦЕ 1955—1960           |                         |
| 14.                     | 18.05.1957              | Братислава              | Чехословакия            | 0:1                     | КЦЕ 1955—1960           |                         |
| 15.                     | 10.11.1957              | Белград                 | Греция                  | 4:1                     | Квалификация на ЧМ-1958 |                         |

## Достижения

### Как игрок
- Чемпион Югославии: 1952/53, 1955/56, 1956/57, 1958/59, 1959/60[16]
- Обладатель Кубка Югославии: 1957/58, 1958/59[16]
- Серебряный призер летней Олимпиады: 1956

### Как тренер
- Чемпион Турции: 1965/66 1966/67
- Обладатель Суперкубка Турции: 1967